# Ekstrasolarni planetni sustav
Ekstrasolarni planetni sustav  (ekstra- + lat. solaris: sunčani), sustav egzoplaneta i inih svemirskih tijela poput patuljastih planeta, prirodnih satelita, asteroida, meteoroida, kometa, malih tijela i dr.) koja su gravitacijski povezana s matičnom zvijezdom ili više njih. Prvi planetni sustav izvan Sunčeva sustava otkriven je 1992. oko pulsara PSR 1257 12. Drugi je otkriven 1998. u zviježđu Labuda. S dvjema je dosad otkrivenim egzopolanetima, a osobitost je što mu je središnja zvijezda HD 187123 slična Suncu. Ekstrasolarni planetni sustav može imati više središnjih zvijezda, poput sustava oko dvojne zvijezde ups And koji ima vrući Jupiter. Do 2017. potvrđeno je postojanje oko 2800 ekstrasolarnih planetnih sustava, a najsloženiji do danas otkriveni imaju sedam planeta.